# كابوكيتشو

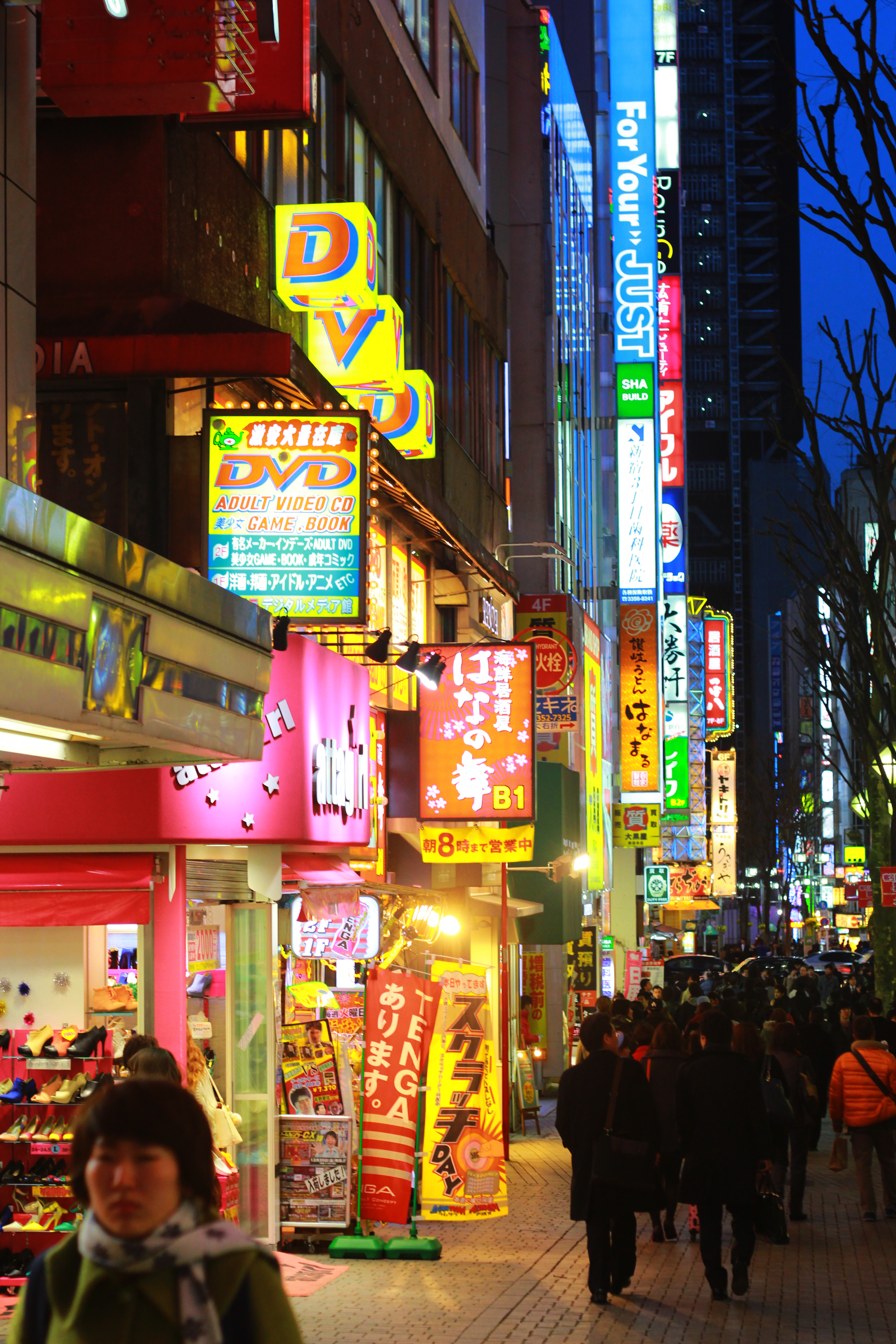
كابوكيشو ليلاً

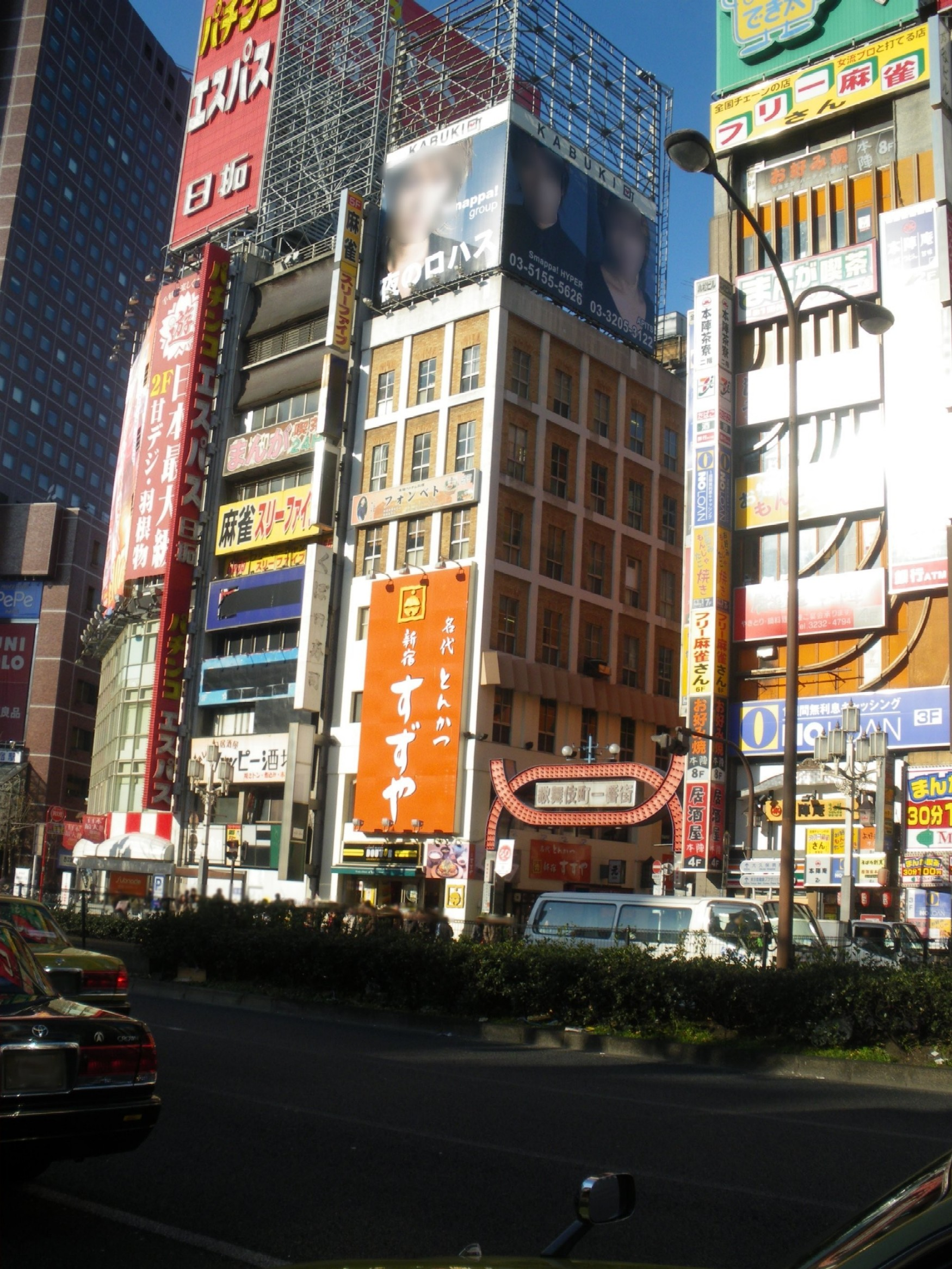
ناطحات السحاب في بلدة كابوكيشو أثناء النهار

كابوكيتشو (باليابانية: 歌舞伎町) (بالإنجليزية: Kabukichō)‏، هي منطقة تجارية تتبع العاصمة اليابانية طوكيو، تشتهر بأسواقها ومحلاتها وفنادقها، كما يوجد بها فرع لشركة هيوماكس الكورية لصناعة أجهزة الاستقبال الفضائية الشهيرة.
خلال السنوات الأخيرة اشتهرت بلدة كايوكيشو بوجود عصابة ياكوزا التي تدير عصابة المافيا اليابانية.

## حي المافيا
في عام 2004، ووفقًا لمتحدث باسم طوكيو، يوجد أكثر من 1000 عضو ياكوزا في منطقة كابوكيتشو، و120 شركة مختلفة تحت سيطرتهم بما فيها فنادق الحب، ومراقص التعري من أجل الدعارة.[استشهاد منقوص البيانات] وفي نفس السنة، قامت الشرطة بعمليات مداهمة صارمة على الملاهي وبيوت الدعارة الغير القانونية، مما تسبب في توقف الكثير عن العمل. كما توجد حركة لتخليص المنطقة من الياكوزا (عصابات "اليد السيئة")، والمعروفة باسم كابوكيتشو.
مع دخول الألفية الجديدة، تم تطبيق القوانين بشكل أكثر صرامة وأصبحت الدوريات أكثر تواتراً. بالإضافة إلى تركيب خمسين كاميرا في دوائر مغلقة في مايو 2002، مما قلل من الأنشطة الإجرامية في المنطقة.

## مصدر
1. ↑   http://www.kabukicho.or.jp/history.php. {{استشهاد ويب}}: |url= بحاجة لعنوان (مساعدة) والوسيط |title= غير موجود أو فارغ (من ويكي بيانات) (مساعدة)
2. ↑   https://www.post.japanpost.jp/cgi-zip/zipcode.php?pref=13&city=1131040&id=47988. {{استشهاد ويب}}: |url= بحاجة لعنوان (مساعدة) والوسيط |title= غير موجود أو فارغ (من ويكي بيانات) (مساعدة)
3. ↑  2004年1月19日竹花東京都副知事発言・歌舞伎町住民との懇談会

## وصلات خارجية
- Kabukicho Renaissance official website - Kabukicho town information - (بالإنجليزية)
- KABUKI町 Kabukicho ptal site (باليابانية)
- Kabukicho Commune (باليابانية)
- Boysbar Walker (باليابانية)
- @GEHA Kabukicho Renewal Alliance (باليابانية)
- Kabukicho Renaissance blog,Koichi Teratani, a documentary maker and authority on Kabukicho (باليابانية)
- 27 views of Kubukicho